# Basile Dauzat
Pour les articles homonymes, voir Dauzat.
Basile Dauzat est un homme politique français né le 17 janvier 1762 à Montredon-Labessonnié (Tarn) et décédé le 25 juillet 1839 à Paris.

## Biographie
Fils d'un notaire, capitaine des vétérans de Lourdes, il est député des Hautes-Pyrénées de 1805 à 1815. Il est chevalier d'Empire en 1810. Rallié à la Restauration, il est sous-préfet d'Argelès-Gazost en 1815 puis juge au tribunal de Tarbes en 1819.